# Caught in a Dream
Singles de Alice Cooper
I'm Eighteen
(1970) Under My Wheels
(1971)
Caught in a Dream est une chanson d'Alice Cooper, écrite et composée par le guitariste du groupe, Michael Bruce. Le titre a été publié en single le 27 avril 1971 via Warner Bros. Records. Caught in a Dream s'est classée à la 94e position aux États-Unis au Billboard Hot 100 la semaine du 16 juin 1971.
Hallowed Be My Name est incluse sur la face-b du single, elle est écrite et composée par Neal Smith. La version single de la chanson apparait également sur la compilation The Life and Crimes of Alice Cooper.

## Musiciens
- Alice Cooper - chants
- Glen Buxton - guitare solo
- Michael Bruce - guitare rythmique
- Dennis Dunaway - basse
- Neal Smith - batterie, percussions
- Bob Ezrin - claviers